# The Feed
The Feed es una serie de televisión web británica de drama y thriller psicológico, basada en la novela del mismo nombre de Nick Clark Windo. La serie se estrenó el 16 de septiembre de 2019 en Virgin TV Ultra HD en el Reino Unido, y los diez episodios fueron lanzados el 22 de noviembre de 2019 en Amazon Prime Video.

## Argumento
The Feed tiene lugar en Londres en un futuro próximo y sigue a «la familia británica de Lawrence Hatfield, el hombre que inventó una tecnología omnipresente llamada The Feed. Implantado en el cerebro de casi todo el mundo, The Feed permite a las personas compartir información, emociones y recuerdos al instante. Pero cuando las cosas empiezan a ir mal y los usuarios se vuelven asesinos, la familia se separa mientras luchan por controlar al monstruo que han desatado».

## Elenco
- Guy Burnet como Tom Hatfield
- Nina Toussaint-White como Kate Hatfield
- David Thewlis como Lawrence Hatfield
- Michelle Fairley como Meredith Hatfield
- Chris Reilly como Gil Tomine
- Claire-Hope Ashitey como Evelyn

## Producción

### Desarrollo
El 8 de febrero de 2018, se anunció que Amazon Prime Video, Liberty Global, y All3Media International se habían unido para producir una adaptación de la serie de televisión de la novela de Nick Clark Windo The Feed. La serie será escrita por Channing Powell, quien también produce junto a Susan Hogg y Stephen Lambert. Se espera que Carl Tibbetts dirija múltiples episodios. El 3 de mayo de 2018, se aclaró que Powell fue acreditado como el creador de la serie y que la primera temporada de la serie consistiría en diez episodios.

### Casting
El 3 de mayo de 2018, se anunció que Guy Burnet, Nina Toussaint-White, David Thewlis, y Michelle Fairley habían sido elegidos como actores principales de la serie.

### Rodaje
Se esperaba que la fotografía principal de la primera temporada comenzara en mayo de 2018 en el Reino Unido. Se filmaron escenas de «The Feed» en Shrewsbury, Inglaterra, en diciembre de 2018. El 11 de enero de 2019, el rodaje tuvo lugar en el Centro de Liverpool en Liverpool, Inglaterra.

## Lanzamiento
The Feed se transmitirá en Amazon Prime Video en los Estados Unidos, Canadá y América Latina y a través de las plataformas internacionales de Liberty Global, incluyendo Virgin Media en el Reino Unido. All3Media International distribuirá The Feed en todo el mundo, más allá de las plataformas Amazon y Liberty Global. En España, Alemania, Francia e Italia se transmitirá por Starz Play.